# チウタ湖
チウタ湖（チウタこ、英語:Lake Chiuta、ポルトガル語:Lago Chiúta）は、マラウイとモザンビークの境界にある浅い湖である。チウタ湖はチルワ湖の北に位置しており、チルワ湖との間は砂地の尾根によって隔てられている。また、主要な東アフリカ地溝帯の東側を北東から南西に走る地溝上に位置している。
チウタ湖の水深は3-4メートルであり、また、湖の面積は季節と降雨量の影響で25-130平方キロメートルの間で変化する。さらに チウタ湖はルブマ川の支流であるルジェンダ川（Lujenda River）へ間欠的にリンクする。